# Karel Wiesenfeld
Karel Wiesenfeld (12. září 1802, Brno – 7. listopadu 1870, Praha) byl český architekt, stavitel, inženýr a technický pedagog.

## Život a dílo

### Mládí
Wiesenfeld pocházel z vojenské rodiny. Studoval na vojenských školách na Moravě a od roku 1814 na Tereziánské vojenské akademii ve Vídeňském Novém Městě. V letech 1821 – 1928 vykonal vojenskou službu a stal se c. a k. poručíkem. V době studia na vojenské akademii studoval přírodní vědy a stavitelství na polytechnice v Praze u Georga Fischera, který je považován za tvůrce novodobého českého architektonického školství a byl též významným představitelem klasicismu. Tím získal teoretické znalosti pro technické inženýrství, které pak ve svém pedagogickém působení na technice prosazoval.

### Pedagogická činnost
Karel Wiesenfeld zahájil pedagogickou dráhu 1. listopadu 1829 jako suplent na katedře stavitelství pražské polytechniky. Teprve 17. července 1838 byl jmenován řádným profesorem stolice stavitelství. Na pražské polytechnice přispěl k orientaci výuky pozemního stavitelství na přírodní a technické vědy. Za čtvrtstoletí jeho pedagogického působení byla jeho žáky většina českých stavitelů a architektů druhé poloviny 19. století.Josef Hlávka, Josef Zítek, Josef Schulz, Josef Mocker, Josef Niklas, Josef Kudláček, Josef Pilař, Jiří Pacold, Achille Wolf, Alfred Kirpal, Franz Damasus Deworezky, Jan Zeyer, Antonín Wiehl a další. 26. června 1864 byl penzionován. Jeho nástupcem se stal Josef Zítek, který byl od 6. listopadu 1864 jmenován profesorem pražské techniky. Zítek do Prahy přišel z Vídně společně s profesorem Josefem Niklasem a přinesl odtud i svěží a moderní umělecké pojetí architektury v duchu nastupující novorenesance. Odchod Wiesenfelda přišel v době reorganizace pražské polytechniky k 23. listopadu 1863. V té době také vznikly samostatné stolice architektury a vodního a silničního (pozemního) stavitelství. Wiesenfeld byl v té době považován již za relikt první poloviny 19. století.

### Odborná činnost

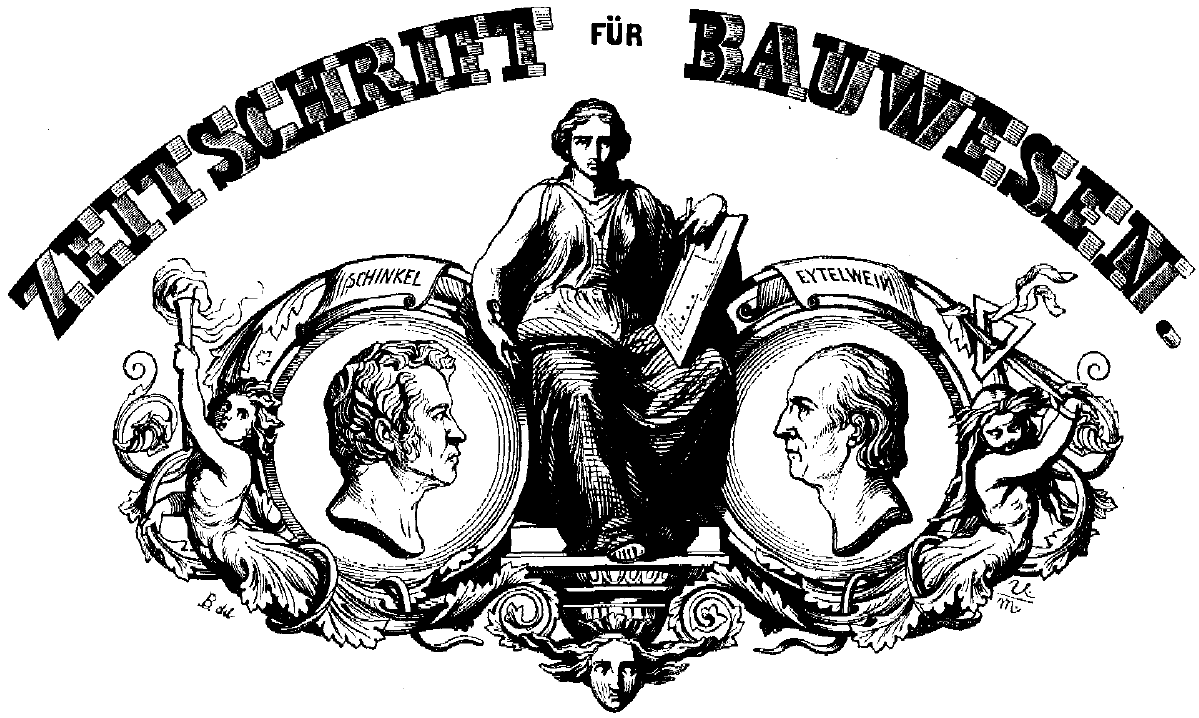
Zeitschrift für Bauwesen 1851

Zabýval se železničním a mostním stavitelstvím. Studoval také říční regulační systémy na Dunaji, Vltavě a Rýnu a železnice v Belgii a Francii. Publikoval odborné stati v periodikách Försters Bauzeitung (vydával významný rakouský architekt Ludwig von Förster) a Zeitschrift für Bauwesen a encyklopedického časopisu pražského průmyslového spolku. Vydal studii "Ein Beitrag zum Verständniß der römischen Stein-Inschriften" (herausgegeben auf Unkosten von Freunden der Alterthumskunde mit der Widmung des Ertrags für den historischen Verein in Steiermark)(Příspěvek k pochopení římských kamenných nápisů).
Přeložil monografii "Über die Bewegung der Wellen und den Bau am Meere und im Meere". (1839) V roce 1844 předsedal shromáždění německých inženýrů a architektů v Praze a k tomu vydal "Andenken an die dritte Versammlung der deutschen Ingeniuere und Architekten in Prag 1844", ke kterému byla připojena i stať Václava Vladivoje Tomka "Kurze Geschichte der Stadt Prag". V roce 1836 byl vykonával práci vědeckého sekretáře průmyslové výstavy v Praze, posuzoval výstavbu řetězového mostu císaře Františka I. v Praze.

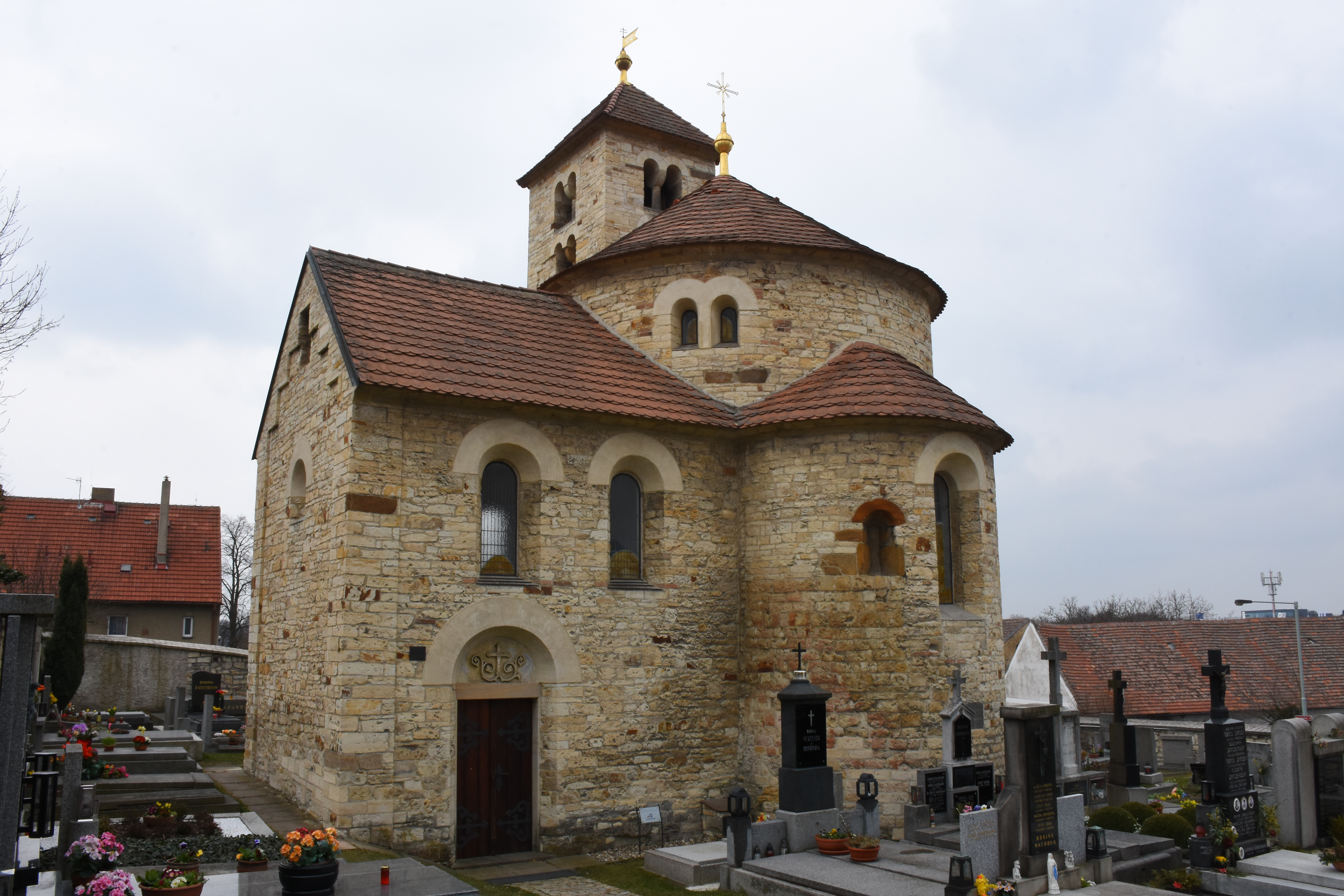
kostel sv. Maří Magdalény v Přední Kopanině

Jako projektant realizoval v letech 1852–1858 pouze návrh opravy kostela svaté Maří Magdalény v Přední Kopanině.

### Úmrtí
Karel Wiesenfeld zemřel 7. listopadu 1870 v Praze a byl pohřben na Olšanských hřbitovech.